# Pierre-François Chabaneau
Pour les articles homonymes, voir Chabaneau.
Pierre-François Chabaneau, né le 21 juin 1754 à Nontron et décédé le 18 février 1842 à Lussas, est un chimiste français qui a été l'un des premiers chimistes à réussir à produire du platine ductile.

## Biographie
Pierre-François Chabaneau est né dans une petite ville périgourdine enclavée. Son père est meunier et sa mère ne sait pas signer. Cependant un de ses oncles est éduqué et moine dans une abbaye bénédictine à Saint-Antonin. Ce dernier le prend sous sa protection, et l'élève afin d'en faire un prêtre. Il est admis à l'Oratoire de Paris et y étudie la théologie. Toutefois, il est renvoyé parce que jugé trop indépendant. Seul et sans moyen de subsistance, il est finalement recueilli par un abbé, La Rose, qui lui donne l'occasion d'enseigner les mathématiques dans une institution jésuite. Lorsque son cours devient public, il est remarqué par un riche aristocrate, le comte de Peñaflorida, venu d'Espagne recruter des professeurs pour un nouveau collège de nobles royal fondé à Bergara. Chabaneau accepte la proposition du comte et part à l'étranger. Ses leçons sont de nouveau remarquées, cette fois par le roi d'Espagne, Charles III, qui lui offre une chaire publique de sciences physiques ainsi qu'un laboratoire dans la capitale Madrid, créés spécialement pour lui. De plus, il est logé au palais et nanti d'une pension confortable.
Après de longues et difficiles recherches sur les métaux rares et précieux, il devient le premier savant à réaliser un lingot de platine, d'une pureté exceptionnelle. Il est ainsi le premier chimiste à réussir à fondre le platine. Il publie aussi un ouvrage en langue espagnole, et une médaille est créée à son effigie dans son pays d'accueil. Peu de temps après, sa santé se détériore et il choisit de rentrer dans sa région natale en 1799. Son successeur à Madrid est Joseph Louis Proust, recommandé par Lavoisier. Le laboratoire est détruit par les troupes de Napoléon en 1808.
De retour en France, Chabaneau devient professeur à l'École centrale de Périgueux, et meurt dans sa retraite en 1842 en Dordogne à l'âge avancé de 88 ans.

## Sources
- Jules Delanoue, Notice sur Chabaneau, chimiste périgourdin, Dupont, 1857, 16 p.